# Dê Verata
Bản mẫu:Infobox goat
Dê Verata là giống dê truyền thống của người Tây Ban Nha. Nó là một giống dê kiêm dụng, được nuôi để cho cả việc lấy thịt và cho sữa của nó. Nó được đặt tên này và được cho là có nguồn gốc từ La Vera, ở tỉnh Cáceres, ở phía bắc của cộng đồng tự trị Extremadura ở miền tây Tây Ban Nha. Nó là một trong hai giống dê truyền thống ở Extremadura, loài còn lại là dê Retinta Extremeña.
Dê Verata là một giống dê truyền thống và không đồng nhất về kiểu di truyền ở vùng Tagus ở Tây Trung Tây Ban Nha, được bao bọc bởi phía nam bởi Montes de Toledo và phía bắc của Trung Tây Sistema. Nó được nuôi theo truyền thống ở Sierra de Gredos, trong khu vực nơi các tỉnh Ávila, Cáceres và Toledo gặp nhau. Vào cuối thế kỷ XX, có một số di dời của giống này từ khu vực của nó nguồn gốc, các vùngg comarca của La Vera, vào Comarca của Navalmoral de la Mata về phía nam.

## Đặc điểm
Dê Verata được biết là khá dễ dàng để kiểm soát, chúng phổ biến trong ngành công nghiệp sữa và thịt vì điều đó và chúng có thể thích nghi tốt với các hệ thống quản lý khác nhau. Chúng đã được biết đến là rất cứng rắn, và có thể tồn tại ở nhiều vùng khí hậu. Chúng thích nghi với đồng cỏ trên núi vì chúng có chân dài và khỏe, và chúng cũng có thể tồn tại trên thức ăn nghèo và khan hiếm. Con dê Verata nhỏ hơn con dê trung bình, và được tìm thấy trong những môi trường của chúng ở Vera trong vùng Caceres của Tây Ban Nha. Chúng đặc biệt có giá trị cho sữa dê ở đó. Sữa của họ được sử dụng trong sản xuất pho mát. Hiện nay, khoảng 17.000 con dê Verata sống ở Tây Ban Nha. Nói chung, những con dê này được tìm thấy trong đàn từ 100 đến 150 con dê. Khi chăn thả khan hiếm, những con dê này cũng tập trung vào thức ăn đậm đặc trong trại giam.
Khi chúng trưởng thành, những con dê này thường đạt chiều cao khoảng 70 cm và cân nặng trung bình 70 kg; không có gì ngắn hơn và nhẹ hơn đối với conđực. Những con dê này có bộ lông tóc bóng loáng, màu đen hoặc nâu. Chúng thường có một mặt rìa màu đen, một bụng dưới màu đen, và một sườn lưng màu đen. Chúng có sừng hướng ra ngoài, và xoắn ốc về phía trước, và xương sườn tốt. Chúng có đuôi dựng lên, râu là nổi bật trên con dê đực, và khoảng 40% dê nái cũng có râu khá nổi bật. Chúng cũng có móng guốc tối, cứng. Chân của những con dê này trông khá nhỏ; do đó, các khớp trông lớn hơn đáng kể. Dê Verata có thể sinh sản quanh năm, nhưng các nhà lai tạo và nông dân thường lai tạo chúng vào tháng 10 và tháng 11 và một lần nữa vào mùa xuân, vào khoảng tháng 3. Họ có tỷ lệ sinh cao, và trong tình trạng tốt, chúng có thể có trung bình ba lần sinh mỗi hai năm. Thời kỳ cho con bú thường kéo dài khoảng 175 ngày, và chúng cho năng suất khoảng 150 lít sữa. Dê non đã đến khoảng 45 ngày tuổi có thể bị giết thịt.